# Choroba Alpersa
Choroba Alpersa (zespół Alpersa, choroba Alpersa-Huttenlochera, ang. Alpers’ disease, Alpers’ syndrome, Alpers-Huttenlocher disease, progressive neuronal degeneration of childhood, progressive sclerosing poliodystrophy, progressive infantile poliodystrophy) – rzadka, postępująca, uwarunkowana genetycznie choroba neurodegeneracyjna ośrodkowego układu nerwowego, o początku w okresie niemowlęcym lub wczesnym dzieciństwie. Może być spowodowana mutacjami w locus 15q25 w genie kodującym mitochondrialną polimerazę gamma. Dziedziczona jest w sposób autosomalny recesywny.
Chorobę opisał jako pierwszy Alfons Maria Jakob (1884-1931), a publikacje na temat nowej choroby przedstawili trzej jego studenci: Souza, Freedom i Bernard Jacob Alpers (1900-1981). W 1949 roku kolejny opis przedstawili duńscy neurolodzy Erna Christensen (1906-1961) i Knud Haraldsen Krabbe (1885-1965). Eponim choroby Alpersa wprowadził do medycyny Blackwood i wsp. w 1963 roku.